# 宮崎たかし
宮崎 たかし（みやざき たかし　9月7日－）は、日本のギタリスト。福岡県出身。

## 人物・経歴
クラシックギターを坂本八千代、横尾幸弘に師事。1976年、イギリスに留学。王立音楽大学でディプロマを取得し、1979年に帰国。1980年より東京や福岡などで演奏活動をスタートする。
1990年、FM福岡『音楽のある街』のパーソナリティになったことをきっかけにメディア活動を開始。1992年からは、KBCテレビ『情報回遊TV 天神マンボウ（1995年4月から『情報回遊TV うるとらマンボウ』に改題）のキャスターを務めた。
現在は本業に回帰し、ロマンティックギター（19世紀ギター）を使用。日本における指頭奏法の第一人者である。
ギタリストならぬ“ひきがたりすと”として演奏活動を行う一方、アクロス福岡で『アクロス円形工房』と題したコンサートシリーズをプロデュースするなど、幅広く活躍。福岡を代表する文化人の一人である。

## CDリスト
- 『Portrait』
- 『哀唱歌』
- 『peace in love』